# Día Mundial de los Refugiados
El Día Mundial del Refugiado es una jornada que se celebra anualmente el 20 de junio desde 2001, fue establecida en 2000 por Asamblea General de las Naciones Unidas (AGNU).

## Proclamación
El Día Mundial del Refugiado fue designado por la AGNU el 4 de diciembre del año 2000,con el apoyo y coordinación del Alto Comisionado de las Naciones Unidas para los Refugiados (ACNUR). Esta proclamación tiene como objetivo honrar a las personas refugiadas y desplazadas en todo el mundo, destacando su fortaleza y coraje al abandonar sus hogares para escapar de conflictos o persecuciones.

## Celebración
Se celebra anualmente el 20 de junio, la elección de esta fecha coincide con el aniversario de la Convención sobre el Estatuto de los Refugiados de 1951, lo que subraya la importancia de la protección internacional para los refugiados. La primera celebración oficial fue en 2001, y desde entonces se celebran a nivel mundial eventos culturales como teatro, danza, películas y música, organizados por comunidades de refugiados, organizaciones voluntarias y estatutarias, consejos locales y escuelas para fomentar la comprensión y empatía hacia las personas refugiadas y desplazadas.
Me parece importante destacar que cada año se conmemora bajo un tema central que guía las actividades globales. Para 2025, el lema fue “Solidaridad con los refugiados”, una consigna que inspiró actos de apoyo y visibilización en múltiples países.
En Estados Unidos, ciudades como Clarkston (Georgia), Bowling Green (Kentucky) y Washington D. C. organizaron celebraciones con presentaciones artísticas al aire libre, proyecciones de cine, conferencias y actividades educativas, promoviendo la inclusión y el respeto a la diversidad cultural.
En el Reino Unido, más de 2.000 personas se sumaron a una marcha organizada por Stand Up to Racism, que incluyó música en vivo y discursos en defensa de los derechos de las personas refugiadas. La manifestación partió desde Barrowland Park a la 1:00 p. m., convirtiéndose en una poderosa muestra de solidaridad colectiva.
En Madrid (España), una de las actividades destacadas fue el torneo deportivo “Goles por Refugio”, realizado el 21 de junio. En él participó el equipo CEAR CF, conformado por personas refugiadas, enfrentando a equipos mixtos en una jornada que promovió la integración y la inclusión a través del deporte.
Por su parte, en México, ante el contexto de migrantes varados debido a políticas migratorias de EE. UU., se llevó a cabo el evento “Un encuentro sin fronteras 2025”, que reunió a cientos de personas en una jornada de reflexión, cultura y exigencia por una protección migratoria más humana y efectiva.
Estas acciones reflejan un compromiso global por reconocer la dignidad y los derechos de las personas desplazadas, recordándonos que la solidaridad no tiene fronteras.

## Temas
- 2001: Respect,[6] ('Respeto')
- 2002: Tolerance,[6] ('Tolerancia')
- 2003: Refugee Youth: Building the Future,[6] ('Juventud Refugiada: Construyendo el Futuro')
- 2004-2005: Courage,[6] ('Valentía')
- 2006: Hope,[6] ('Esperanza')
- 2007: Perseverance,[6] ('Perseverancia')
- 2008: Protection,[6] ('Protección')
- 2009: Home,[6] ('Hogar')
- 2010: 1 refugee forced to flee is too many,[6] ('1 refugiado forzado a huir es demasiado')
- 2011: 1 refugee without hope is too many,[6]  ('1 refugiado sin esperanza es demasiado')
- 2012: 1 family torn apart by war is too many,[6] ('1 familia desgarrada por la guerra es demasiado')
- 2013: Take 1 minute to support a family forced to flee,[6] ('Tómate 1 minuto para apoyar a una familia forzada a huir')
- 2014: Migrants and Refugees: Towards a Better World,[6] ('Migrantes y Refugiados: Hacia un Mundo Mejor')
- 2015: With courage let us all combine,[6][8]
- 2016: We stand together with refugees,[6][8]
- 2017: Embracing Refugees to celebrate our Common Humanity,[6][8][9] ('Acogiendo a los Refugiados para celebrar nuestra Humanidad Común')
- 2018: Now More Than Ever, We Need to Stand with Refugees,[6][8]  ('Ahora más que nunca, necesitamos apoyar a los Refugiados')
- 2019: Take A Step on World Refugee Day,[6][8] ('Da un paso en el Día Mundial del Refugiado')
- 2020: Todo el mundo puede marcar la diferencia. Toda acción cuenta[10]
- 2021: Juntos nos cuidamos, aprendemos y brillamos[11]
- 2022: Quien sea. Donde sea, Cuando sea. Toda persona tiene derecho a buscar protección[12]
- 2023: Esperanza lejos del hogar[13]
- 2024: Por un mundo en el que se les dé acogida[14]